# 国鉄1100形蒸気機関車

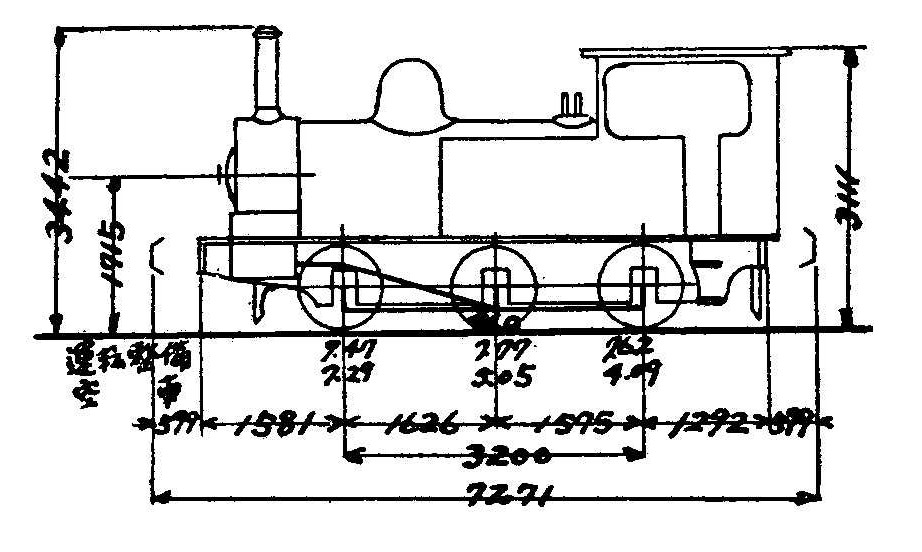
形式図（第1タイプ）

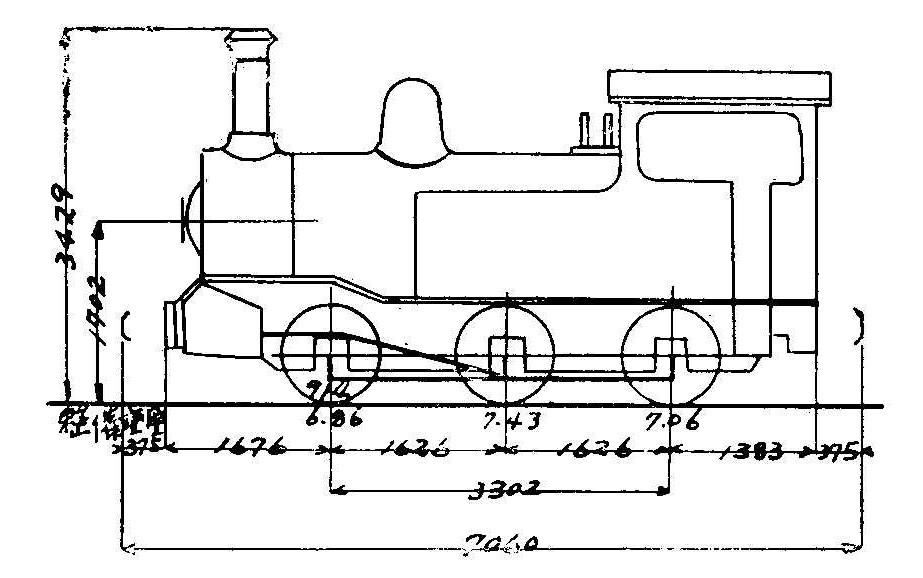
形式図（第2タイプ）

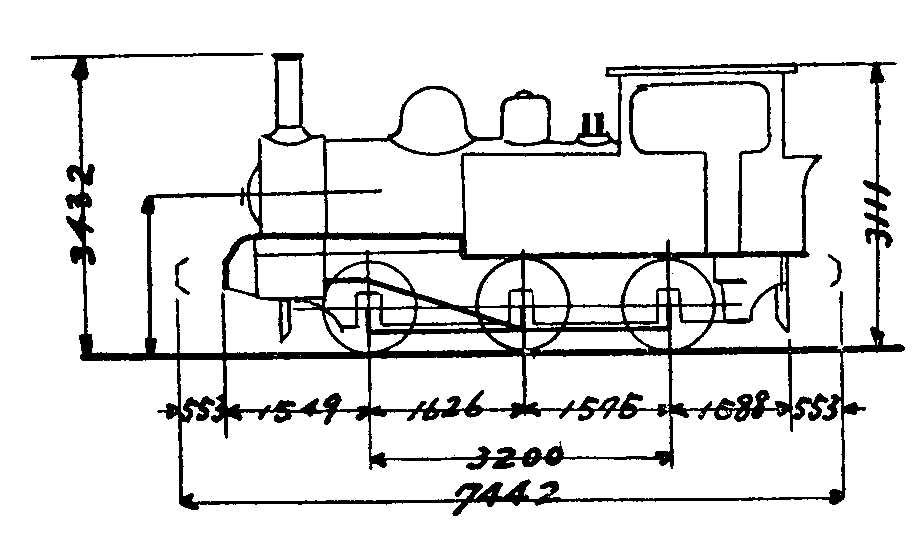
形式図（第3タイプ）

国鉄1100形蒸気機関車（こくてつ1100がたじょうききかんしゃ）は、かつて日本国有鉄道（国鉄）の前身である鉄道院・鉄道省に所属したタンク式蒸気機関車である。

## 概要
官設鉄道や多数の私設鉄道が建設用として輸入した車軸配置0-6-0(C)、2気筒単式、飽和式の小型機関車である。原形はイギリスのナスミス・ウィルソン社製のものであるが、ダブス社やベイヤー・ピーコック社、シャープ・スチュアート社でも同等品が製造されている。1906年（明治39年）から1907年（明治40年）にかけて、鉄道国有法により私設鉄道が買収・国有化された際は、多数が官設鉄道に編入された。
1909年（明治42年）には、鉄道院の車両形式称号規程が制定され、ナスミス・ウィルソン社製が1100形、シャープ・スチュアート製が1060形、ダブス社製が1150形となった。同系でやや大型のナスミス・ウィルソン社製は1200形、ダブス社製は1230形、川崎造船所製が1250形となっている。
小型軽量な割に牽引力に優れていたことから、当時勃興しつつあった地方鉄道の建設用、開業用に払下げが行われ、輸送実態にも合致して長く愛用された。中には、所属する鉄道の国有化により再び国有鉄道籍を得たものもあるが、旧番がその後に改造製作された4-4-2(2B1)形タンク機関車によって埋められており、再国有化の際、別の形式番号を与えられたものもある。

## 1100形（ナスミス・ウィルソン製1100系）

### 官設鉄道

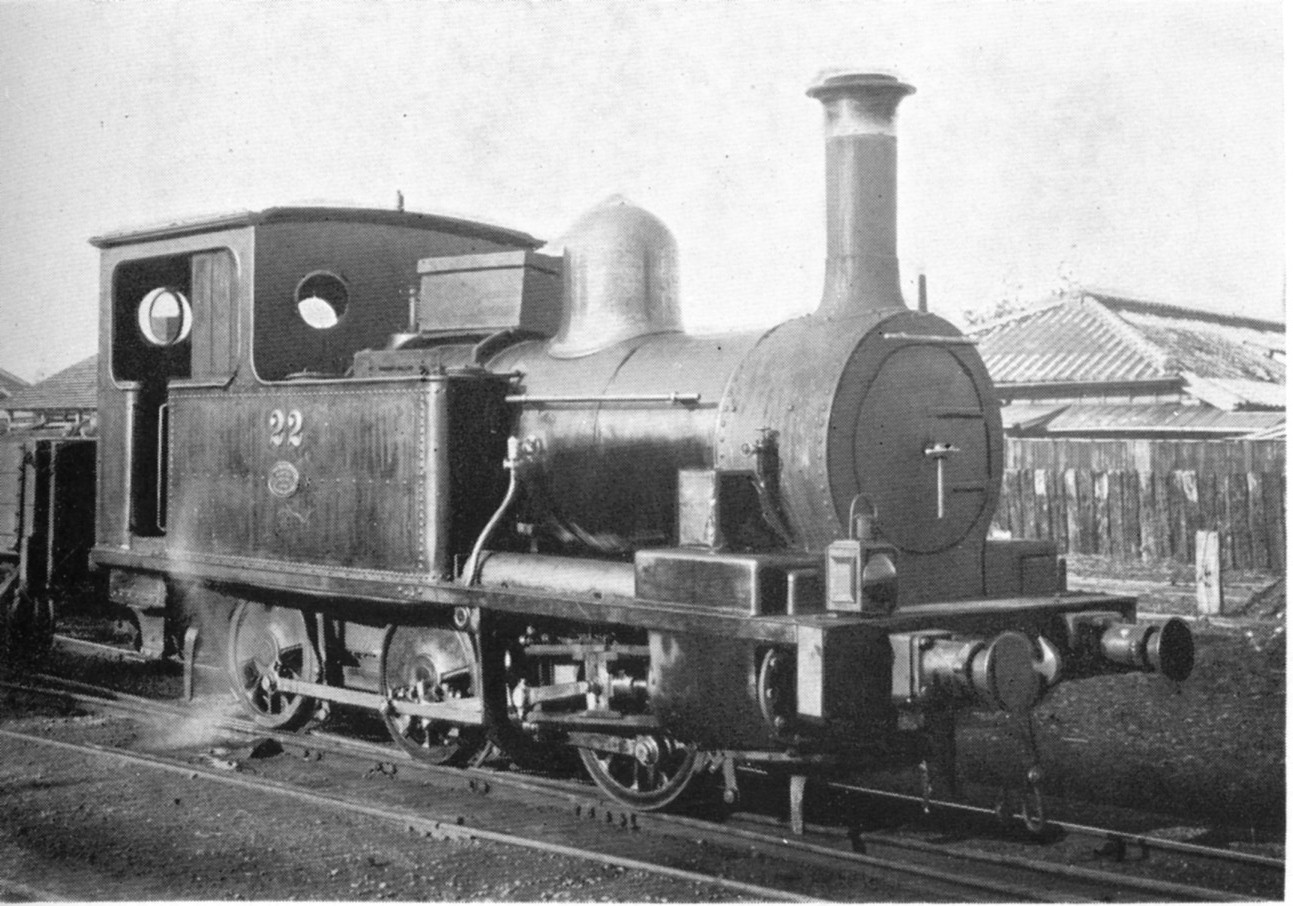
日本鉄道 22（後の 1106）

#### 1次車
1100形は、鉄道院の前身である鉄道作業局でB3形・B4形と呼ばれたクラスの最も初期に導入されたもので、当時の汽車監察方であったB・F・ライトが建設用にナスミス・ウィルソン社に発注したものである。これは日本から同社への初めての発注であり、製造番号298であるこの機関車は、1886年（明治19年）4月にI形(59)として就役した。この機関車は日本鉄道で福島・塩竈間の建設工事に使用するため、仙台に配置された。これは、1894年に正式に日本鉄道の所有となり、それにともなう改番では、22とされている。

#### 2次車
さらにこの年、ライトは同形車を6両追加発注し、1887年4月に落成した。製造番号は305 - 310で、59と同じI形に編入され、77, 79, 81, 83, 85, 87と付番された。このグループは、若干の設計変更があり、弁装置は59がジョイ式ウェッブ型であったのに対し、スチーブンソン式アメリカ型であった。それにともないランボードの形状が変更され、前部端梁から側水槽まで一直線（第1タイプ）であった59に対し、前端梁から急曲線でシリンダ弁室上へ立ち上がって、そのままの高さで第1動輪上部へ至り、そこから緩い反向曲線を描いて側水槽下部に至る形状（第2タイプ）となった。
これらのうち、81と85は日本鉄道に振り向けられ、残りは官設鉄道で使用された。1892年（明治25年）10月時点で、77, 79, 83は新橋、87は神戸に属していた。1894年（明治27年）の官設鉄道が管理していた機関車が、正式に私設鉄道の所有とされた際の改番で、官設鉄道の4両はそれぞれ55, 57, 60, 63とされ、神戸の60は1895年に台湾総督府鉄道の所有となった。日本鉄道の2両は、23, 24となっている。

### 山陽鉄道

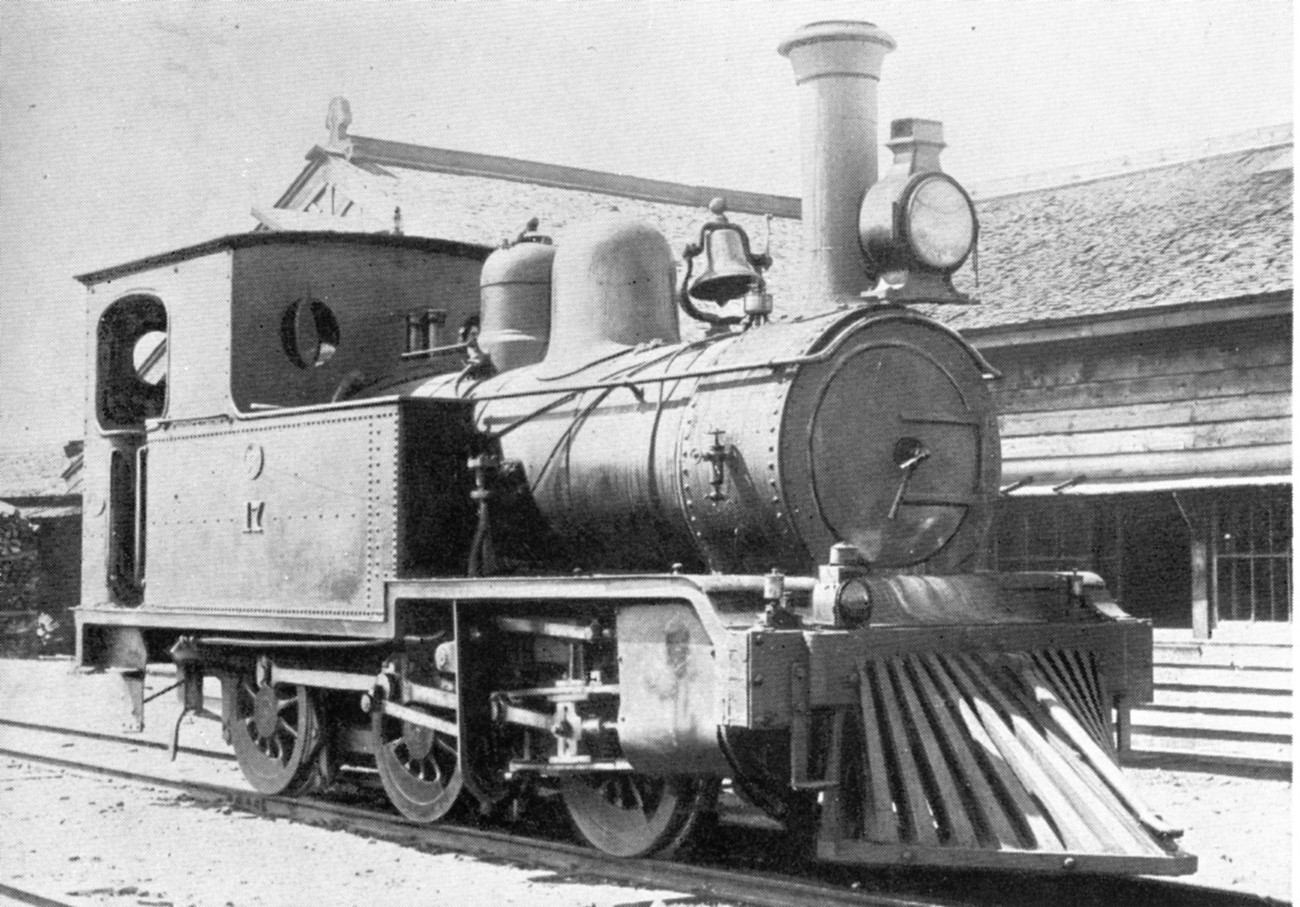
北海道炭礦鉄道 17（後の鉄道院 1112）

1888年（明治21年）、山陽鉄道は3両（製造番号338 - 340 → 5, 8, 9）をナスミス･ウィルソン社から購入した。これらは弁装置が再びジョイ式ウェッブ型に戻され、ランボードもシリンダ上部から側水槽まで一直線に伸ばし、直角に2回折れて側水槽の下部に達する新しい形態（第3タイプ）となった。しかし、この3両は山陽鉄道による形式が設定される以前に他事業者に譲渡されている。
2両（製造番号338, 339）は北海道炭礦鉄道に譲渡され、同社のE形（17, 18）、後にニ形となった。この際、連結器を自動式にし、先頭部にはカウキャッチャーと大型の前照灯を、ボイラー上部には鐘を取り付けて北海道スタイルになっている。また、寒さを防ぐため17は側面の開口部を小さくし、18はガラスの引戸を取り付けていた。
残りの1両（製造番号340）は官設鉄道に譲渡され190に、さらに124に改番され、奥羽南線の建設用に回され、さらに山陰線の建設用に使用された。1898年（明治31年）の鉄道作業局の形式付与では、僚車がB3形とされたのに対し、この1両のみはどういうわけかB4形とされている。

### 京都鉄道
京都鉄道では、1893年（明治26年）に京都 - 綾部 - 舞鶴間の免許を取得し、1894年（明治27年）にその建設・開業用としてナスミス・ウィルソン社から2両（製造番号459, 458）を購入し、1, 2とした。これらのうち2は開業前に陸軍に徴発され、117と付番のうえ台湾に送られている。残った1には後年、形式称号が与えられ、3形となった。

### 北越鉄道
北越鉄道は、1896年（明治29年）に建設・開業用として2両（製造番号482, 483）をナスミス・ウィルソン社から購入した。北越鉄道では1, 2と付番して使用した。

### 中越鉄道
同年、中越鉄道も建設・開業用として3両（製造番号488 - 490）を購入した。同社では1 - 3と付番した。こちらはボイラーの容量がわずかに大きく、側水槽が小さかったため、整備重量も小さかった。中越鉄道は1920年（大正9年）9月に国有化され、寸法がやや異なることから1100形にはならず、1050形（1050 - 1052）となっている。

### 豊川鉄道

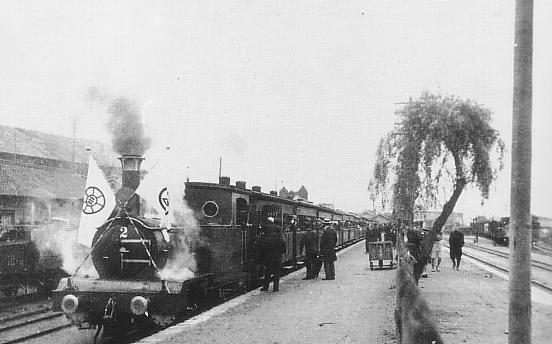
開業時の豊川鉄道2（1897年）

1897年（明治30年）、豊川鉄道は建設及び開業用として3両を導入した。製造番号は501 - 503で、機1形（1 - 3）と付番した。この機関車は、ボイラー容量がやや小さく、水槽容量が大きかった。1943年（昭和18年）の戦時買収によって、1は1280形（1280）となったが、買収以前に2は播丹鉄道に譲渡され同社の1（3代目）に、3は名古屋鉄道に譲渡され同社の13となっている。
また、1903年（明治36年）にも1両（製造番号645）を購入して、4としている。これがB3・B4系蒸気機関車の最後の製造となった。4は2（2代目）に改称されて、1と同じく戦時買収まで在籍し、国有化後は1281となった。

### 中国鉄道
1897年、中国鉄道は3両（製造番号513 - 515）を購入し、製造番号とは逆順に2形（2 - 4）とした。火室の火格子面積がやや大きく、1944年（昭和19年）の戦時買収時には阿南鉄道の再買収車に付与されていた1220形に編入され、1221 - 1223と改番された。

### 河陽鉄道
1898年（明治31年）、河陽鉄道は3両（製造番号522 - 524）を開業用に購入した。これらは甲1形（1 - 3）とされたが、営業不振により1両（2）を整理し、阪鶴鉄道に建設用として譲渡した。阪鶴鉄道では11としたが、建設工事終了後の1902年（明治35年）に日本鉄道に譲渡された。日本鉄道では21（2代目）と付番し、小山庫で入換用に供した。

### 鉄道院形式称号規程制定による改番の状況
1909年（明治42年）、国有化により糾合された多数の私設鉄道の同系車の整理が行われた。この際1100形を与えられたのはナスミス・ウィルソン製の14両で、その新旧番号対照は次のとおりである。
- 1100 ← 鉄道作業局55 ← 77（製造番号305）
- 1101 ← 鉄道作業局57 ← 79（製造番号306）
- 1102 ← 鉄道作業局63 ← 87（製造番号310）
- 1103 ← 鉄道作業局180（製造番号471）
- 1104 ← 鉄道作業局124 ← 190 ← 山陽鉄道5（製造番号340）
- 1105 ← 日本鉄道21 ← 阪鶴鉄道11 ← 河陽鉄道2（製造番号524）
- 1106 ← 日本鉄道22 ← 59（製造番号298）
- 1107 ← 日本鉄道23 ← 81（製造番号307）
- 1108 ← 日本鉄道24 ← 85（製造番号309）
- 1109 ← 北越鉄道1（製造番号482）
- 1110 ← 北越鉄道2（製造番号483）
- 1111 ← 京都鉄道1（製造番号459）
- 1112 ← 北海道炭礦鉄道17 ← 山陽鉄道8（製造番号338）
- 1113 ← 北海道炭礦鉄道18 ← 山陽鉄道9（製造番号339）

上記のほか、鉄道国有化以前に外地（台湾）に移籍したものが2両、それ以後に国有化されたものが8両、国有鉄道と関わりを持たなかったものが4両存在する。これらの整理のため、経歴について再掲する。
- 台湾総督府鉄道E12 ← 鉄道作業局60（製造番号308）
- 台湾総督府鉄道E13 ← 陸軍117 ← 京都鉄道2（製造番号458）

- 国有鉄道1050 ← 中越鉄道1（製造番号488）
- 国有鉄道1051 ← 中越鉄道2（製造番号489）
- 国有鉄道1052 ← 中越鉄道3（製造番号490）

- 国有鉄道1280 ← 豊川鉄道1（製造番号501）
- 国有鉄道1281 ← 豊川鉄道2 ← 4（製造番号645）

- 国有鉄道1221 ← 中国鉄道2（製造番号515）
- 国有鉄道1222 ← 中国鉄道3（製造番号514）
- 国有鉄道1223 ← 中国鉄道4（製造番号513）

- 名古屋鉄道13[注釈 2] ← 豊川鉄道3（製造番号503）
- 播丹鉄道1[注釈 3] ← 豊川鉄道2（製造番号502）
- 大阪鉄道1[注釈 4] ← 河陽鉄道1（製造番号522?）
- 大阪鉄道2 ← 河陽鉄道3（製造番号523?）

### その後の経過

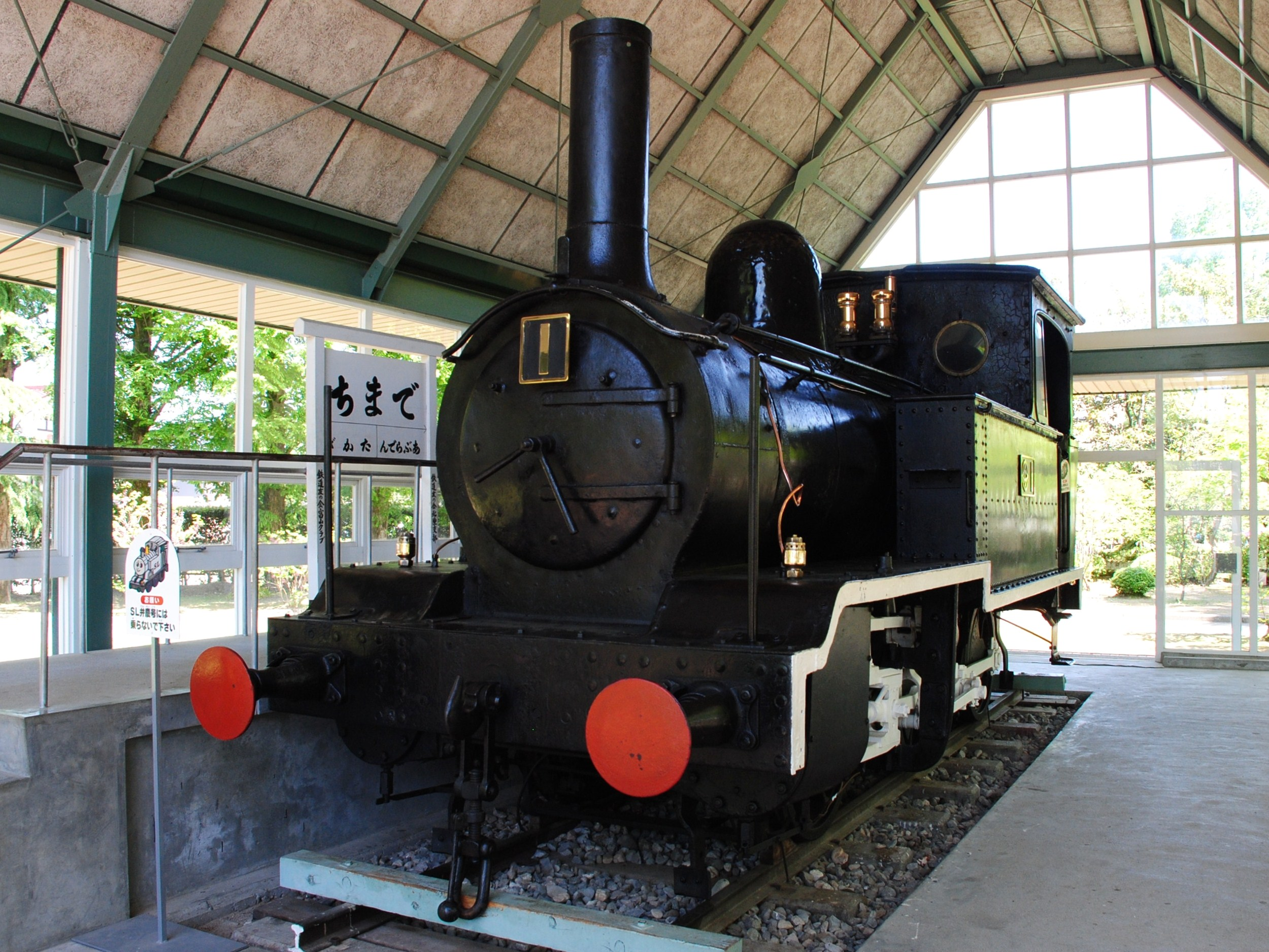
砺波チューリップ公園で保存されている「中越弁慶号（通称）」

国有鉄道籍となった1100形は、前述のように14両存在したが、国有鉄道では小型であることから営業用には使用せず、もっぱら建設用や入換用に使用された。1910年10月末日現在の配置の状況は、中部鉄道管理局に7両、西部鉄道管理局に2両、東部鉄道管理局に3両、北海道鉄道管理局に2両であった。
鉄道院では、本形式の廃車を1912年の1111から開始し、1913年の6両（1100 - 1102, 1106 - 1108）、1916年の2両（1103, 1104）、1917年の3両（1105, 1109, 1110）、1918年の2両（1112, 1113）をもって形式消滅となった。しかし、当時は軽便鉄道法施行により、地方鉄道の建設、開業が相次いでいた時期であり、廃車された本形式は14両全部が私鉄等に払下げられた。
以下に、本形式の払下げ後の状況を記する。
- 1100（1913年10月） → 常総鉄道 1 → 信濃鉄道 6（1919年譲受。1937年廃車）
- 1101（1913年10月） → 常総鉄道 2 → 北武鉄道 2（1921年譲受） → 秩父鉄道 2（1922年合併） → 宮城電気鉄道（1924年譲受） → 尼崎製鉄 7
- 1102（1913年10月） → 銚子遊覧鉄道 1102 → 八幡製鉄所 200（1917年頃譲受）
- 1103（1916年9月） → 水戸鉄道（2代） 11（A2形） → 国有鉄道 1681（1927年買収） → 由仁軌道（1928年譲受） → 北見鉄道（1929年頃譲受。1939年廃車）
- 1104（1916年10月） → 三河鉄道 1104（1934年廃車）
- 1105（1917年2月）→ 阿南鉄道（B2形） 2 → 国有鉄道 1220（1936年買収） → 出雲鉄道 102（1942年譲受。1952年廃車）
- 1106（1913年10月） → 越後鉄道 6 → 丸子鉄道 2（1919年譲受） → 昭和電工 2（1938年譲受。1961年廃車）
- 1107（1913年10月） → 銚子遊覧鉄道 1107 → 八幡製鉄所 201（1917年頃譲受）
- 1108（1913年10月） → 越後鉄道 7 → 国有鉄道 1670（1927年買収。1930年廃車）
- 1109（1917年7月） → 三河鉄道 1109 → 武州鉄道 1109（1924年譲受[注釈 5]。1935年廃車）
- 1110（1917年7月） → 水戸鉄道（2代） 10（A2形） → 国有鉄道 1680（1927年買収） → 口之津鉄道 5（1929年譲受。1933年廃車）
- 1111（1912年6月） → 内務省土木局高梁川工事事務所（1950年代廃車）
- 1112（1918年10月） → 定山渓鉄道 1112 → 北海道炭礦汽船美流渡鉱業所 1112（1924年譲受。1957年廃車）
- 1113（1918年10月） → 定山渓鉄道 1113 → 富士製紙（→王子製紙→北日本製紙）江別工場[1] No.1（1920年譲受。1964年廃車）

中越鉄道の被買収機1050形は、太多線に転用されたが、1924年に1052が、1926年に残りの2両が除籍され、これらも全て民間に払い下げられた。その状況は次のとおりである。
- 1050 → 別府軽便鉄道 3（1956年11月廃車）
- 1051 → 銚子鉄道 1051
- 1052 → 電気化学工業青海工場[2] 1（1965年廃車後、富山県砺波市に引き取られ、砺波チューリップ公園に静態保存。通称「中越弁慶号」として室内展示されている。1997年（平成9年）11月4日、砺波市指定文化財（歴史資料）となる[3][4]。）

中国鉄道の被買収機である1221 - 1223については、1947年から1949年にかけて廃車解体された。
豊川鉄道の被買収機である1280と1281については、1947年に国有鉄道から除籍され、いずれも東芝網干工場に払い下げられ、1953年に廃車となった。

### 主要諸元
1100形の諸元を示す。
- 全長 : 7,090mm
- 全高 : 3,429mm
- 全幅 : 2,235mm
- 軌間 : 1,067mm
- 車軸配置 : 0-6-0(C)
- 動輪直径 : 914mm（1914年版では940mm）
- 弁装置 : ジョイ式ウェッブ型（1103 - 1106, 1109 - 1113）／スチーブンソン式アメリカ型（1100 - 1102, 1107, 1108）
- シリンダー（直径×行程） : 330mm×457mm
- ボイラー圧力 : 9.8kg/cm2
- 火格子面積 : 0.74m2
- 全伝熱面積 : 45.9m2
  - 煙管蒸発伝熱面積 : 41.4m2
  - 火室蒸発伝熱面積 : 4.5m2
- 小煙管（直径×長サ×数） : 44.3mm×2513mm×127本
- 機関車運転整備重量 : 21.35t
- 機関車動輪上重量（運転整備時） : 21.35t
- 機関車動輪軸重（第2動輪上） : 7.42t
- 水タンク容量 : 2.05m3
- 燃料積載量 : 0.76t
- 機関車性能
  - シリンダ引張力（0.85P） : 5,180kg
- ブレーキ装置 : 手ブレーキ

## 1150形・1270形（ダブス製1100系）

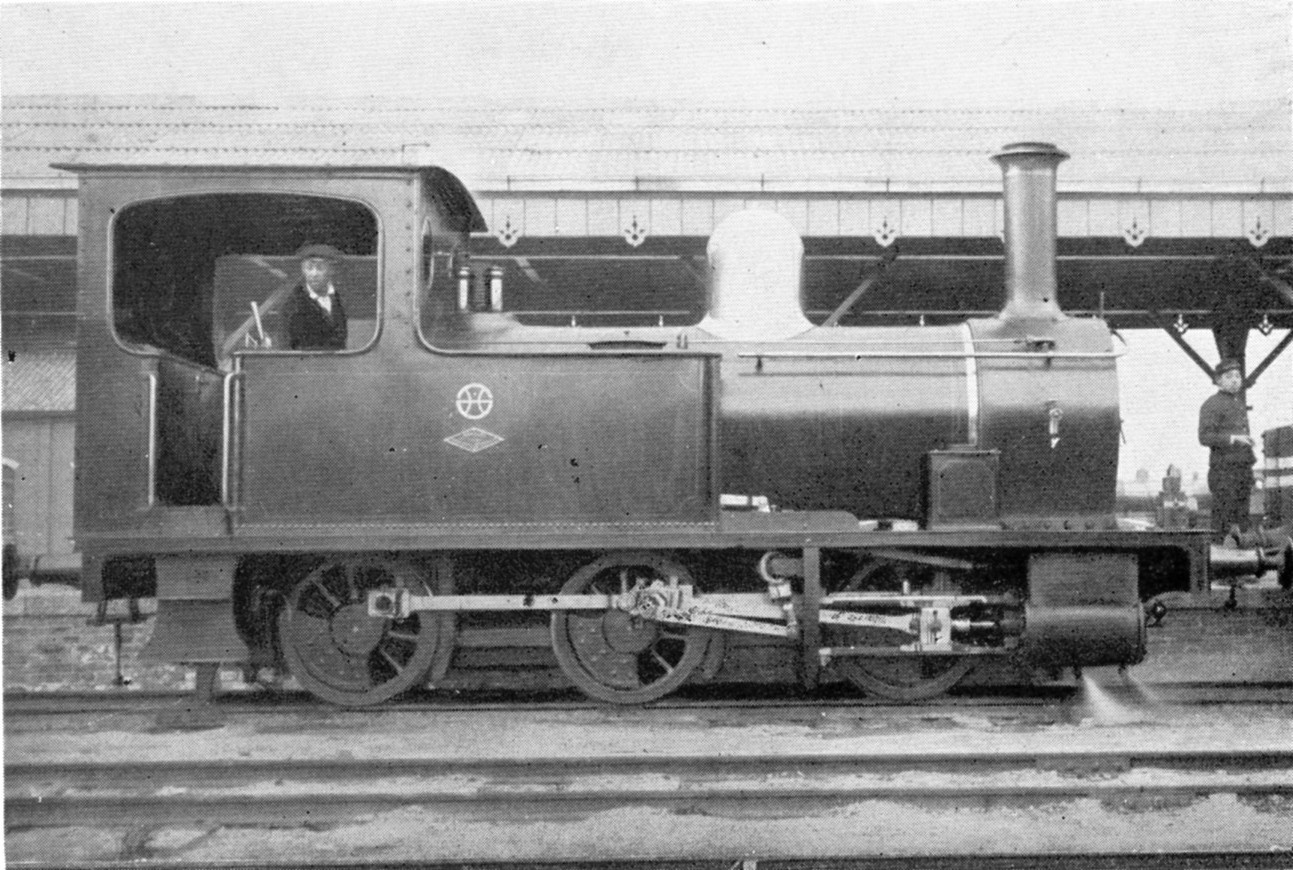
西成鉄道甲1形（後の1150形）

1150形・1270形は、1100形と同系に属するイギリス・ダブス社製の小型蒸気機関車である。形態は、ランボードが一直線になった1100形の第1タイプと類似し、1100形では斜めに装備されていたシリンダが水平に装備されているのが特徴である。
関西鉄道が1888年および1889年に購入した2両と、西成鉄道が1896年に購入した4両の計6両が本グループに属する。

### 関西鉄道
関西鉄道では、草津・桑名間、河原田・津間の免許を下付されたのにともない、建設用として2両（製造番号2419, 2498）を購入し、1, 2（初代）と付番した。弁装置はワルシャート式であった。
関西鉄道は、1898年11月の名古屋 - 網島間全通に先立ち、1, 2を処分した。
1は七尾鉄道に譲渡されて同社の甲2形（4）となり、1907年国有化され、1909年の鉄道院車両形式称号規程では1270形（1270）となった。この機関車は、側水槽と炭庫の容量を増大し、動輪を直径965mmのものに交換する改造を受けていた。本機は、国有化後の1913年2月に東京砂利鉄道に譲渡されたが、その後芸備鉄道、北武鉄道、秩父鉄道を転々とし、1934年（昭和9年）9月に三河鉄道で廃車となった。
一方の2は、ブローカーの手を経て1901年3月に上武鉄道（初代）の1となり、建設用に使用された。上武鉄道は秩父鉄道に改称した後、電化を行ったが、本機は予備として残り、1934年6月に廃車となった。その後再びブローカーの手を経て北海道は本輪西の専用埠頭で使用されるようになった。同機は、1955年（昭和30年）に廃車解体されている。

### 西成鉄道
1896年に西成鉄道が購入したのは、製造番号3409 - 3412の4両で、甲1形（1 - 4）とされた。先の関西鉄道のものとは異なり、弁装置はジョイ式ウェッブ型とされている。これらは、西成鉄道の建設用に使用され、開業後もそのまま使用されたが、営業不振により1と3の2両が1899年4月および1900年3月に処分された。
1は徳島鉄道に譲渡されて同社の形式乙（4）となり、3は北海道官設鉄道（北海道庁鉄道部）のE1形（10）となった。官設鉄道（鉄道作業局）編入後はBc形と称した。
これら4両は1906年に国有化され、1909年の鉄道院の車両形式称号規程制定により1150形とされた。その状況は、次のとおりである。
- 1150 ← 西成鉄道 2
- 1151 ← 西成鉄道 4
- 1152 ← 徳島鉄道 4
- 1153 ← 北海道官設鉄道 10

1150 - 1152は西部鉄道管理局、1153は北海道鉄道管理局の配置となったが、1915年（大正4年）6月、1152が秋田鉄道に、9月には残りの3両が佐久鉄道に払い下げられた。秋田鉄道では6・11、佐久鉄道では1 - 3となったが、佐久鉄道の1と3は笠原鉄道に譲渡され同社の1, 2に、佐久鉄道2は八日市鉄道に譲渡され同社の1となった。その状況は次のとおりである。製造番号と鉄道院での番号の順序が揃っていないが、これは西成鉄道が製造番号と関係なく番号を振ったためと推定されている。
- 東濃鉄道 笠1 ← 笠原鉄道 1 ← 佐久鉄道 1（製造番号3411。記録上は旧鉄道院1150）
- 東濃鉄道 笠2 ← 笠原鉄道 2 ← 佐久鉄道 3（製造番号3409。記録上は旧鉄道院1153）
- 近江鉄道 1 ← 八日市鉄道 1 ← 佐久鉄道 2（製造番号3412。記録上は旧鉄道院1151）

秋田鉄道の6・11は、1934年の秋田鉄道国有化にともなって再び国有鉄道籍となったが、旧番号の1152はすでに6300形のタンク機関車化改造車によって埋められていたため、新たに1210形（1210）とされた。この機関車は、1941年6月に八幡製鉄所に払い下げられて237となったが、1952年10月に大改造され、原型を失った。
笠原鉄道の2両は東濃鉄道（2代目）となった後の1953年（昭和28年）に廃車解体、八日市鉄道の1両は近江鉄道設立後の1950年（昭和25年）6月に当時の建設省近畿地方建設局に譲渡され、1960年代まで使用された。

## 1060形（シャープ・スチュアート製1100系）

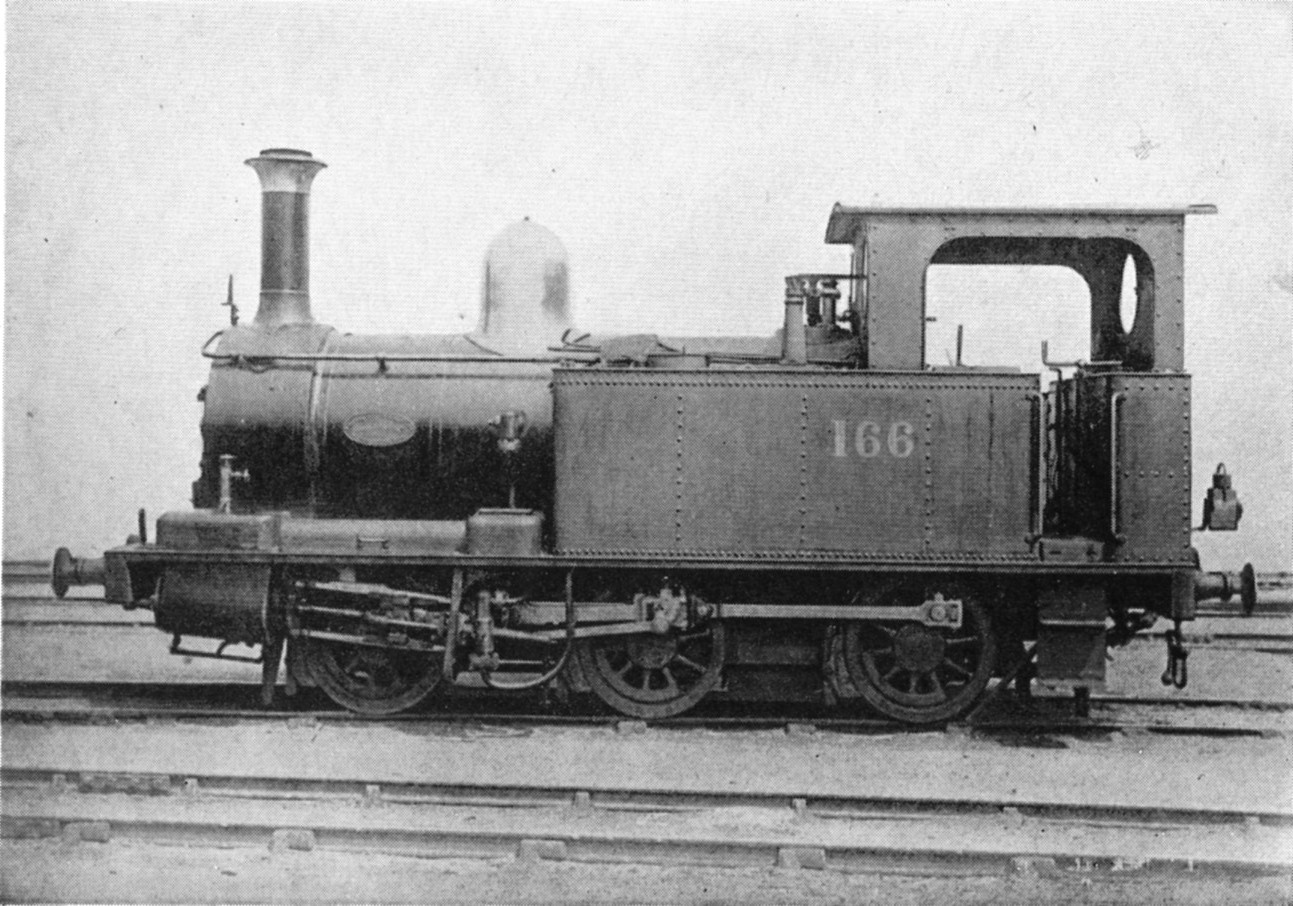
鉄道作業局 166（ベイヤー・ピーコック製　後の鉄道院 1060形と同形機）

1060形は、1100形と同系列に属する小型タンク式蒸気機関車で、メーカーはイギリスのシャープ・スチュアート社である。1896年に2両（製造番号4241, 4242）のみ製造され、鉄道作業局に納入された。外観は1100形の第1タイプと同様で、弁装置はジョイ式ウェッブ型である。
当時は鉄道敷設法が成立し、それによって建設予定とされた、中央、篠ノ井、奥羽、山陰、鹿児島の各線の建設用に発注されたものと推定される。鉄道作業局では形式I（185, 186）とした。その後B3形に編入され、1909年の鉄道院車両形式称号規程では1060形（1060, 1061）と改称された。この時点で、1060は中部鉄道管理局、1061は西部鉄道管理局の配置であったが、1912年2月に1061が内務省土木局に、同年6月に1060が中越鉄道に譲渡された。
1060は中越鉄道でもそのままの番号で使用されたが、1920年に再国有化され同年北丹鉄道に譲渡された。さらに1926年（大正15年）に近江鉄道に移ったが、電化によって1935年（昭和10年）から休車となり、1939年（昭和14年）に廃車となった。その後は外地に売却されたとの説もあるが、そのまま解体された可能性が高い。
1061は淀川工事事務所で使用され、同所の淀吉5となり太平洋戦争後まで河川工事用として使用された。

## ベイヤー・ピーコック製1100系
1100形の同系機は、ベイヤー・ピーコック社でも製造され、1892年（明治25年）に東京市へ、1898年（明治31年）に東武鉄道へ各2両が納入されている。形態はいずれも1100形第1タイプと同様であるが、シャープ・スチュアート製の（185, 186）は、この機関車の図面の提示を受けて製造されたものとみられ、細部を除き全く同形であった。

### 東京市
1892年製の2両（製造番号3529, 3530）は、東京市が淀橋浄水場の建設用として購入したものである。1893年7月から使用を開始し、翌年工事が終了すると国有鉄道が購入し、形式I（166, 167）とした。1895年に両車とも陸軍の臨時台湾鉄道隊に保管転換され、166は高雄で揚げて南部線用の1とし、167は基隆で揚げて北部線用の18とした。その後は台湾総督府鉄道に継承され、E10形（10, 11）として使用。1936年（昭和11年）に11号が廃車。10号はC31形となったが1937年（昭和12年）に廃車となった。

### 東武鉄道
1898年製の2両（製造番号4036, 4037）は東武鉄道に納入され、同社の1, 2となった。両車とも建設用に使用された後、一時上武鉄道に貸し出されたが、1930年代には杉戸で入換用となっていた。
1938年に2が南越鉄道に、1939年に1が日本電興小国工場に譲渡され、前者は1949年（昭和24年）、後者は1952年（昭和27年）まで使用され、廃車となった。

## 1040形

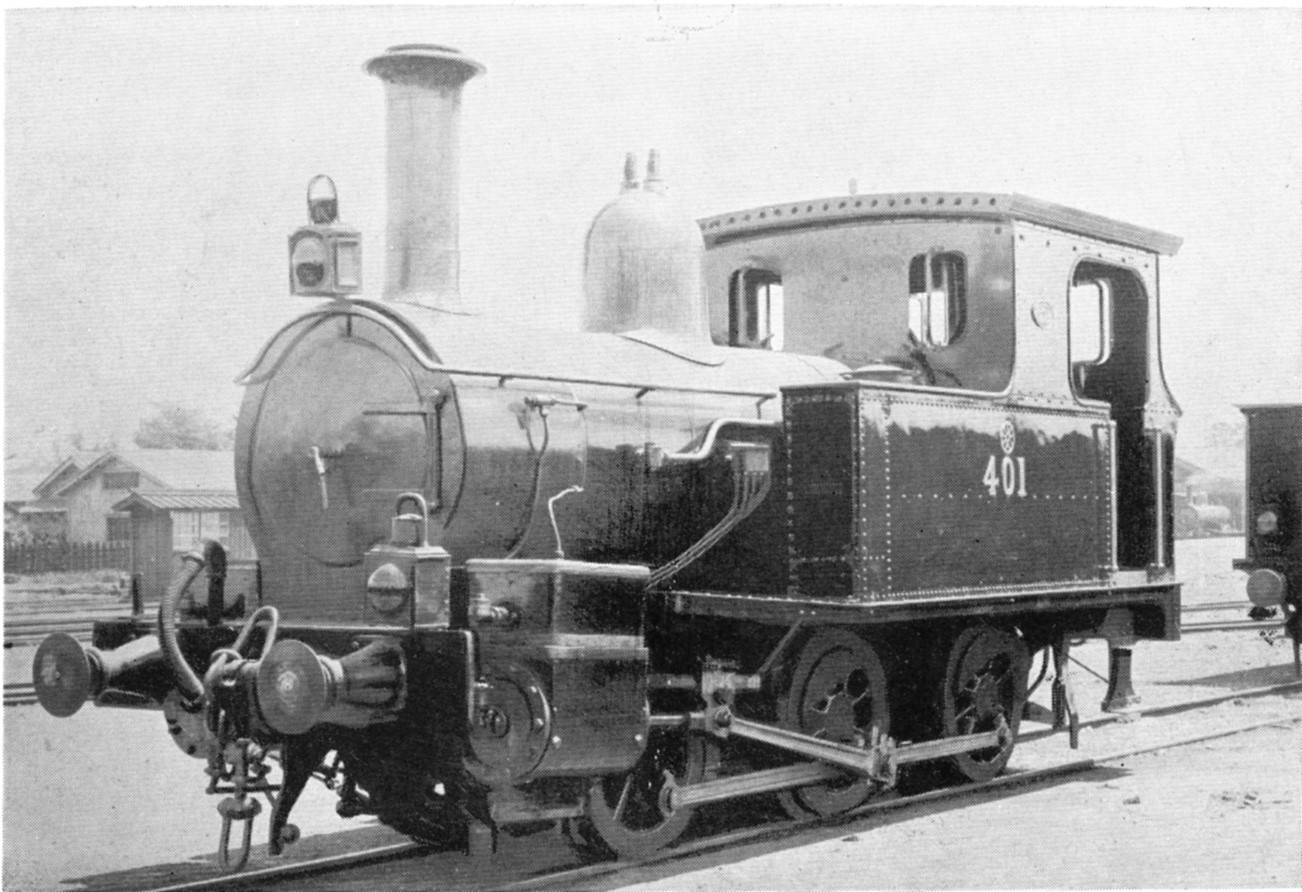
日本鉄道 401（後の鉄道院 1040）

日本鉄道が1904年（明治37年）に自社大宮工場で製作した機関車で、W3/3形を基本に6両を模倣製作したものである。大宮工場では、製造した機関車に製造番号を与えていないが、製造番号2 - 7にあたる。
弁装置はスチーブンソン式アメリカ型であるが、ランボードのデザインは1100形のいずれのものとも異なるもので、ベイヤー・ピーコック製のテンダ機関車と同様に、側水槽前端部からシリンダ弁室後部にかけて斜めに跳ね上がる形態となっている。また、運転室後部も炭庫を完全に室内に収めてまっすぐとなっている1100形オリジナルに比して、炭庫上部が張り出した形態となっている。
日本鉄道では、O3/3形（401 - 406）とし、建設および入換用に使用した。1906年5月時点で、番号順に宇都宮、上野、小山、高崎、田端、水戸の配置であった。国有化後の1909年には、1040形（1040 - 1045）に改称されたが、鉄道院の少数形式の淘汰方針により、1916年に2両、1919年に4両が廃車され、全車が民間に払い下げられた。その状況を次に掲げる。
- 1040 → 中日実業公司桃沖鉱山[注釈 6]（1916年）
- 1041 → 中越鉄道 7（1919年） → 鉄道省 1041（1920年） → 小浜鉄道（雲仙鉄道） 2 → 明治鉱業庶路鉱業所 1（1962年廃車）
- 1042 → 中日実業公司桃沖鉱山（1916年）
- 1043 → 中越鉄道 8（1919年） → 鉄道省 1043（1920年） → 小浜鉄道（雲仙鉄道） 1（1938年廃車）
- 1044 → 養老鉄道7（1919年）
- 1045 → 簸上鉄道 4（1919年） → 鉄道省 1045（1934年） → 金名鉄道 4 → 北陸鉄道 A301

本形式で特筆されるのは、模倣機が佐賀県の唐津鉄工所で1914年（大正3年）に1両製作されていることである。その背景には、同社と日本鉄道との間に、人的つながりがあったことがある。この機関車は、常総鉄道 5として就役し、1921年に口之津鉄道に移って同社の1となった。その後島原鉄道への合併により11となり、さらに25に改番、1955年に廃車となっている。

### 主要諸元
- 全長 : 7,468mm
- 全高 : 3,454mm
- 全幅 : 2,283mm
- 軌間 : 1,067mm
- 車軸配置 : 0-6-0(C)
- 動輪直径 : 940mm
- 弁装置 : スチーブンソン式アメリカ型
- シリンダー（直径×行程） : 330mm×457mm
- ボイラー圧力 : 9.8kg/cm2
- 火格子面積 : 0.74m2
- 全伝熱面積 : 49.1m2
  - 煙管蒸発伝熱面積 : 44.6m2
  - 火室蒸発伝熱面積 : 4.5m2
- ボイラー水容量 : 1.5m3
- 小煙管（直径×長サ×数） : 45mm×2513mm×127本
- 機関車運転整備重量 : 26.40t
- 機関車空車重量 : 21.37t
- 機関車動輪上重量（運転整備時） : 26.40t
- 機関車動輪軸重（第3動輪上） : 9.46t
- 水タンク容量 : 2.0m3
- 燃料積載量 : 0.71t
- 機関車性能
  - シリンダ引張力（0.85P） : 4,410kg
- ブレーキ装置 : 手ブレーキ、真空ブレーキ